# Palazzo Dandolo Paolucci

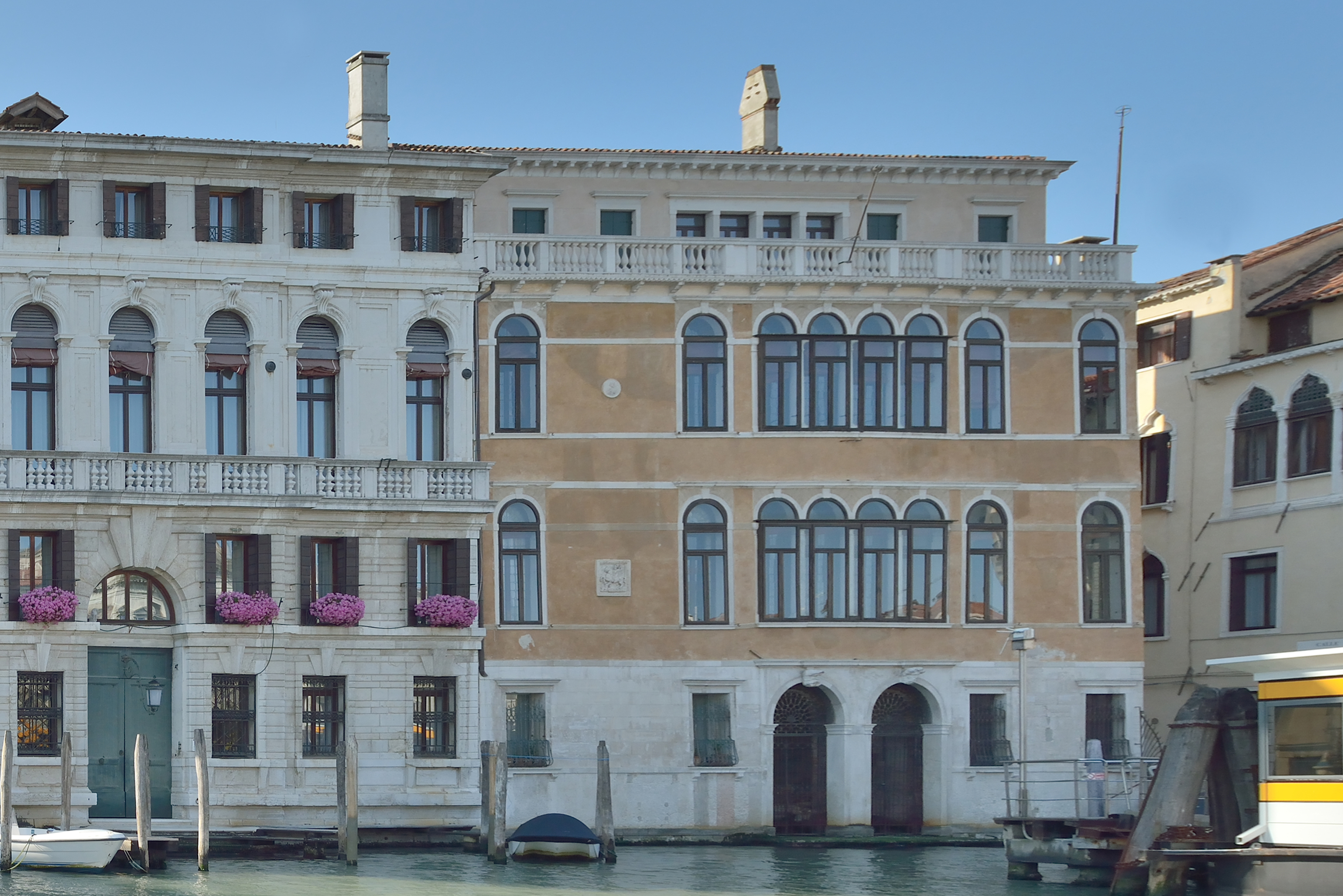
Frontfassade des Palazzo Dandalo Paolucci zum Canal Grande neben dem Palazzo Civran Grimani

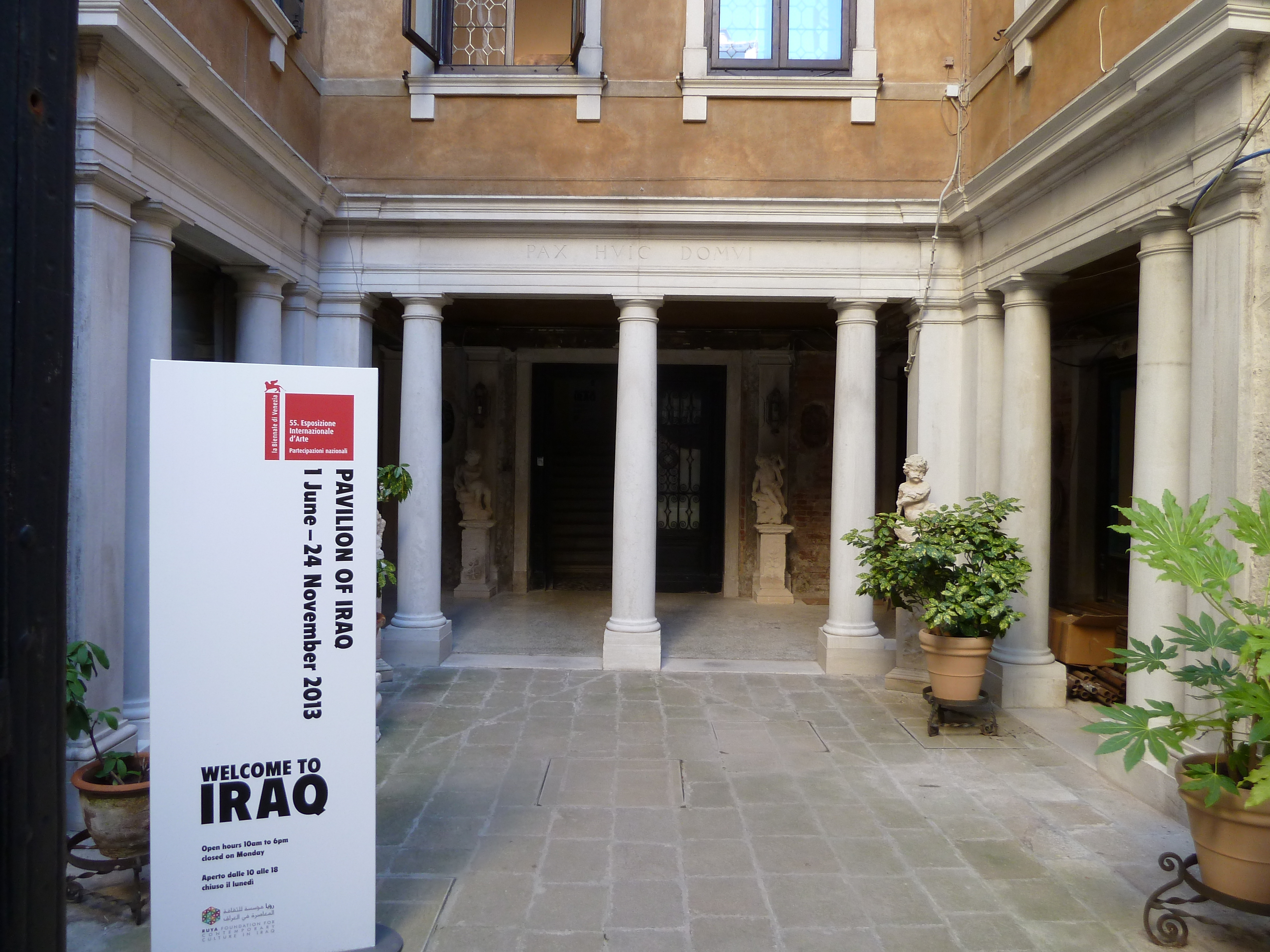
Innenhof

 Palazzo Dandolo Paolucci ist ein Palast in Venedig in der italienischen Region Venetien. Er liegt im Sestiere San Polo mit Blick auf den Canal Grande zwischen dem Palazzo Dolfin und dem Palazzo Civran Grimani.

## Geschichte
Der im 17. Jahrhundert an Stelle eines vorhergehenden, gotischen Gebäudes errichtete Palast wurde in den folgenden Jahrhunderten grundlegend umgebaut. 1924 entstand die große Terrasse.

## Beschreibung
Der Palazzo Dandolo Paolucci hat einen besonders komplexen Grundriss und ist um einen Innenhof herum angeordnet. Er wurde von einem bekannten Architekten entworfen und besitzt ein Tor zum Wasser, das zu einem wertvollen Säulenhof an der Rückseite führt und in dem ein Puteal liegt. Wertvolle Elemente an der Frontfassade sind dagegen die Zwillingstore zum Wasser, die darauf hinweisen, dass der Palast von zwei Familien genutzt wurde, und die übereinander liegenden Vierfachfenster, die leicht nach rechts verschoben sind. Zu erwähnen ist auch die erst 1924 entstandene Terrasse im obersten Stockwerk, oberhalb der Trauflinie.